# Charles Coleman Thompson

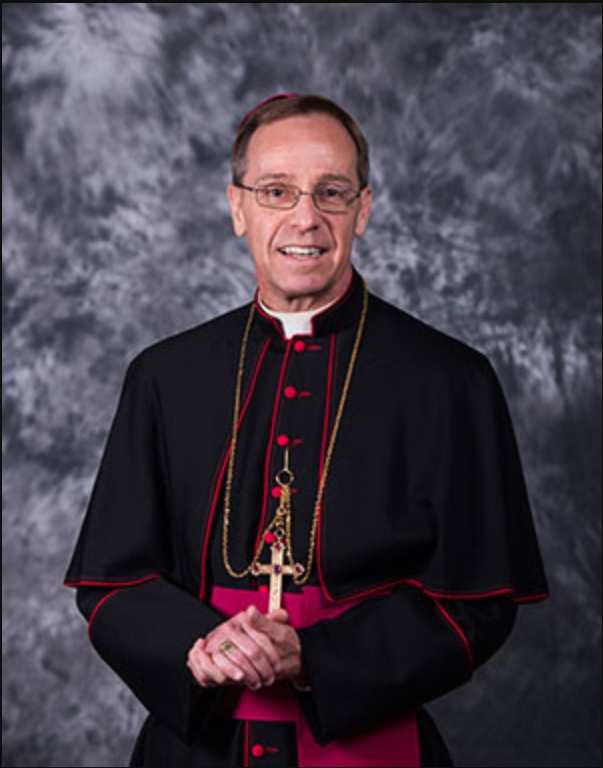
Charles C. Thompson

Wappen von Charles Coleman Thompson

Charles Coleman Thompson (* 11. April 1961 in Louisville) ist ein US-amerikanischer Geistlicher und römisch-katholischer Erzbischof von Indianapolis.

## Leben
Der Erzbischof von Louisville, Thomas Cajetan Kelly OP, weihte ihn am 30. Mai 1987 zum Priester.
Papst Benedikt XVI. ernannte ihn am 26. April 2011 zum Bischof von Evansville. Der Erzbischof von Louisville, Joseph Edward Kurtz, spendete ihm am 29. Juni desselben Jahres die Bischofsweihe; Mitkonsekratoren waren Daniel Mark Buechlein OSB, Erzbischof von Indianapolis, Thomas Cajetan Kelly OP, Alterzbischof von Louisville, und Gerald Andrew Gettelfinger, Altbischof von Evansville.
Papst Franziskus ernannte ihn am 13. Juni 2017 zum Erzbischof von Indianapolis. Die Amtseinführung fand am 28. Juli desselben Jahres statt.